# Canton de Cérences
À la création des cantons, Cérences est chef-lieu de canton. Ce canton est supprimé assez vite lors du redécoupage cantonal de l'an IX (1801).
Les communes furent par la suite rattachées au canton de Gavray, Bréhal ou à celui de Montmartin-sur-Mer.
| Communes                   | Canton de rattachement | Remarques                                          |
| -------------------------- | ---------------------- | -------------------------------------------------- |
| Bourey                     | Bréhal                 | ancienne commune, aujourd'hui rattachée à Cérences |
| Cérences                   | Bréhal                 |                                                    |
| Contrières                 | Montmartin-sur-Mer     |                                                    |
| Lengronne                  | Gavray                 |                                                    |
| Le Loreur                  | Bréhal                 |                                                    |
| Le Mesnil-Aubert           | Bréhal                 |                                                    |
| Le Mesnil-Rogues           | Gavray                 |                                                    |
| La Meurdraquière           | Bréhal                 |                                                    |
| Saint-Sauveur-la-Pommeraye | Bréhal                 |                                                    |
| Trelly                     | Montmartin-sur-Mer     |                                                    |
| Ver                        | Gavray                 |                                                    |